# R Leonis

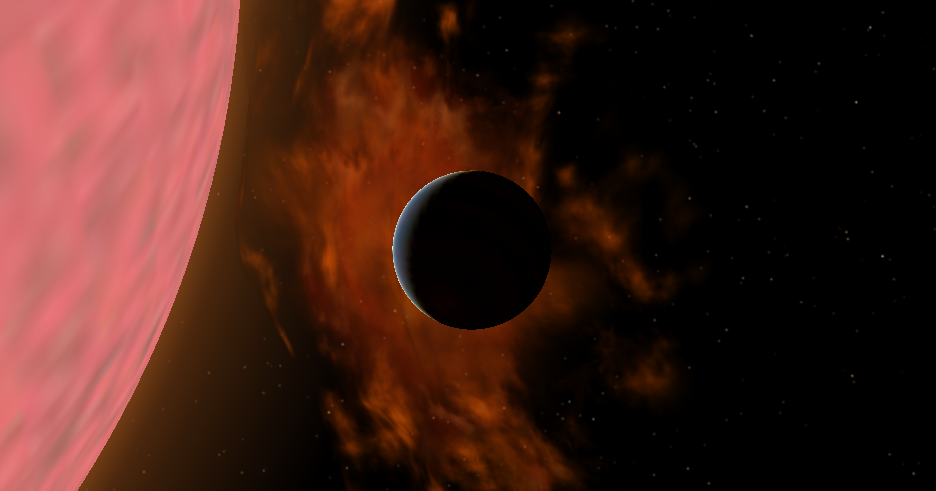
Representación artística del planeta de R Leonis evaporándose

R Leonis (R Leo / HD 84748 / HR 3882 / HIP 48036) es una estrella variable en la constelación de Leo localizada 5º al oeste de Regulus (α Leonis) y al noreste de Subra (ο Leonis).
Cuando está en brillo máximo es visible a simple vista, mientras que en el mínimo es necesario un telescopio de al menos 7 cm para poder verla. Fue descubierta en 1782 por J.A. Koch, siendo la cuarta variable conocida después de Mira (ο Ceti), χ Cygni y R Hydrae.
De acuerdo con las mediciones más recientes, R Leonis se encuentra a 240 años luz del sistema solar, siendo una de las variables Mira más cercanas.
Con un período de 312 días, su brillo varía entre magnitud aparente +4,40 y +11,30, lo que supone un aumento de su luminosidad en un factor de 575 desde el mínimo. Como todas las variables Mira, R Leonis es una gigante roja cuyo tipo espectral, en mínimo brillo, es M8 III.
En esta clase de variables, la superficie estelar no está bien definida y la medida directa del diámetro angular depende de la longitud de onda empleada así como del momento del ciclo en el que se encuentre la estrella.
Además, observaciones efectuadas con el telescopio espacial Hubble han mostrado que la forma de R Leonis no es esférica sino elipsoidal —con forma de huevo—, siendo su diámetro aparente 70 × 78 milisegundos de arco.
Ello puede ser el resultado de pulsaciones no radiales —la estrella no se expande igual en todas direcciones— o puede ser una ilusión óptica causada por manchas oscuras en su superficie.
Por todo ello, la medida de su radio —por interferometría y ocultación lunar— da lugar a valores que van desde 1 UA a 2 UA.
Las variables de largo período son estrellas muy evolucionadas que se han expandido como gigantes por segunda vez y cuyo interior está formado por oxígeno y carbono inertes. En un determinado momento se desestabilizan, comenzando a pulsar —expandiéndose y contrayéndose—, lo que origina la variabilidad. La gran variación en el espectro visible es fruto de las fluctuaciones de temperatura producidas por la pulsación, pero la variación en su luminosidad total —y en el infrarrojo— es mucho menos acusada.
En el momento de su nacimiento, se estima que R Leonis tenía una masa de 1,5 masas solares.
Hoy, al igual que otras estrellas similares, R Leonis pierde masa estelar a un ritmo muy fuerte; el material circundante emite potentes máseres de monóxido de silicio (SiO) e hidroxilo (OH), en donde las moléculas emiten microondas semejantes a las de un láser. El agua también está presente. Las fluctuaciones del máser de SiO implican un campo magnético y la posible presencia de un planeta.